# Poecilasthena phaeodryas
Poecilasthena phaeodryas là một loài bướm đêm trong họ Geometridae.